# Age of Heroes
Pour plus de détails, voir Fiche technique et Distribution.
Age of Heroes est un film de guerre biographique britannico-norvégien écrit et réalisé par Adrian Vitoria et sorti le 20 mai 2011.

## Synopsis
Durant la Seconde Guerre mondiale en Norvège, la mise sur pied par Ian Fleming du Commando n°30 (en).

## Fiche technique
- Titre original : Age of Heroes
- Titre français : L'Ère des héros[réf. nécessaire]
- Réalisation : Adrian Vitoria
- Scénario : Adrian Vitoria, Ed Scates
- Producteur : James Brown, Jamie Carmichael et Christopher Figg
- Direction artistique : Richard Campling
- Photographie : Mark Hamilton
- Montage : Chris Gill et Joe Parsons
- Musique : Michael Richard Plowman
- Société(s) de production : Atlantic Swiss Productions, Cinedome, Cinema Five, Giant Films, Matador Pictures, Moskus Film, Neon Park : sociétés de production
- Société(s) de distribution : Metrodome Distribution : Société de distribution
- Pays d’origine :  Royaume-Uni/ Norvège
- Langue : Anglais/Norvégien/Français
- Format : Couleurs (Fujicolor) - 35 mm - 2.35:1 - Son Dolby numérique
- Genre : Film dramatique, Film de guerre, Film biographique
- Durée : 90 minutes
- Dates de sortie : 
  -  Royaume-Uni : 20 mai 2011

## Distribution
- Sean Bean : Jones
- Izabella Miko : Jensen
- Danny Dyer : Rains
- James D'Arcy (V. F. : Damien Boisseau) : Ian Fleming
- Sebastian Street : le colonel Archer
- John Dagleish : Roger Rollright
- William Houston : Mac
- Daniel Brocklebank (en) : le sergent Hamilton, des Royal Marines
- Aksel Hennie : Steinar
- Guy Burnet : Riley
- Stephen Walters : Brightling
- Rosie Fellner : Sophie Holbrook
- Jay Simpson : le sergent-major des Royal Marines
- David Gwillim : un Gebirgsjäger des Waffen-SS
- Eric Madsen : Teichmann